# Lesley Brown (Philosophiehistorikerin)
Lesley Brown (* 1944) ist eine britische Philosophiehistorikerin auf dem Gebiet der antiken Philosophie und Emeritus Fellow des Somerville College der Universität Oxford.
Brown absolvierte 1967 ihren B.A. an der Universität Oxford in Literae humaniores, den B.Phil. in Philosophie ebenda 1969. 1970 wurde sie Fellow and Tutor in Philosophy am Somerville College, 1971 CUF lecturer in Philosophie an der Universität Oxford. Von 1993 bis 1995 hatte sie den Chair der Sub-faculty Philosophie inne, von 2002 bis 2004 war sie Direktor der undergraduate studies in der Faculty of Philosophy. Am Somerville College war sie von 1985 bis 1988 Senior Tutor, 1993–1996 Dean und 1996–1999 Vice-Principal. Einer ihrer Schüler ist Vasilis Politis.
Ihre Forschungsschwerpunkte sind Platon und Aristoteles.

## Schriften (Auswahl)
- Aristotle (with the help of Plato) against the claim that morality is ‘only by convention’. In: Ancient Philosophy Today: DIALOGOI 1.1 (2019) 18–37.
- The Sophist on Statements, Predication and Falsehood. In: Gail Fine (Hrsg.), Oxford Handbook to Plato. Second edition, Oxford University Press, Oxford 2019, Kapitel 13.
- Rethinking Agreement in Plato. In: David Brink, Susan Sauvé Meyer, Christopher Shields (Hrsg.): Virtue, Happiness, Knowledge. Themes from the work of Gail Fine and Terence Irwin. Oxford University Press, Oxford 2018, 18–33.
- Aporia in Plato’s Theaetetus and Sophist. In: George Karamanolis, Vasilis Politis (Hrsg.), The Aporetic Tradition in Ancient Philosophy. Cambridge University Press, Cambridge 2018, 91–111
- Plato, Theaetetus. Oxford World’s Classics. Introduction and notes by Lesley Brown, translation by John McDowell. Oxford University Press, Oxford 2014.
- Why is Aristotle’s Virtue of Character a Mean? Taking Aristotle at his Word? In: Ronald Polansky (Hrsg.), The Cambridge Companion to Aristotle’s Nicomachean Ethics. Cambridge University Press, Cambridge 2014.
- Negation and Not-being: Dark Matter in the Sophist. In: A. Hermann et al. (Hrsg.), Presocratics and Plato. A Festschrift for Charles Kahn. Parmenides Publishing 2011.
- Definition and Division in the Sophist. In: David Charles (Hrsg.), Definition in Greek Philosophy. Oxford 2010, 151–171.
- The Sophist on statements, predication, and falsehood. In: Gail Fine (Hrsg.), The Oxford Handbook of Plato. Oxford 2008, 437–462.
- Glaucon’s challenge, rational egoism and ordinary morality. In: Douglas Cairns, Fritz-Gregor Herrmann, T. Penner (Hrsg.), Pursuing the Good. Ethics and Metaphysics in Plato’s Republic (Edinburgh Leventis Sudies 4). 2007, 42–60
- Review of David Sedley, The Midwife of Platonism. In: Mind 115, 2006, 1178–1181.
- Did Socrates agree to obey the laws of Athens? (on Plato's Crito). In: R. L. Judson, V. Karasmanis (Hrsg.), Remembering Socrates. Oxford University Press, Oxford 2006, 72–87. Zuerst in: E. G. Clark, T. Rajak (Hrsg.), Philosophy and Power in the Greco-Roman World. Oxford University Press, Oxford 2002.
- Being in the Sophist. In: Gail Fine (Hrsg.), Plato I Metaphysics and Epistemology (Oxford Readings in Philosophy). Oxford University Press, Oxford 1999.
- How totalitarian is Plato's Republic? In: Erik Nis Ostenfeld (Hrsg.), Essays on Plato's Republic. Aarhus University Press 1998, 13–27.
- Innovation and Continuity: The Battle of Gods and Giants in Plato's Sophist 245-249. In: J. Gentzler (Hrsg.), Method in Ancient Philosophy. Oxford, Clarendon Press 1998, 181–207.
- What is the ‘mean relative to us’ in Aristotle's Ethics? In: Phronesis 42 (1997) 77–93.
- The verb ‘to be’ in Greek philosophy. In: Stephen Everson (Hrsg.), Language (Companions to ancient thought, 3). Cambridge 1994, 212–236.